# Alfred Deisinger
Alfred Deisinger (* 27. Februar 1885 in Geldern; † 7. Februar 1970) war ein deutscher Kommunalpolitiker und ehrenamtlicher Landrat.

## Leben und Beruf
Nach dem Schulbesuch studierte Deisinger Medizin und Zahnmedizin. Nach dem Studium war er als Zahnarzt tätig.  Er war verheiratet.
Mitglied des Kreistages des ehemaligen Landkreises Geldern war er von 1946 bis 1948. Vom 6. Mai 1945 bis zum 16. Oktober 1948 war er Landrat des Landkreises Geldern. Außerdem war er 1945 Bürgermeister der Gemeinde Geldern.